# Mary Rose
Mary Rose là một tàu chiến của Hải quân Anh dưới thời vua Henry VIII triều nhà Tudor. Sau 33 năm phục vụ trong các cuộc chiến tranh chống Pháp, Scotland, và Bretagne và sau khi được xây nâng cấp năm 1536, nó đã thực hiện hành động cuối cùng của mình vào ngày 19 tháng 7, 1545. Trong khi dẫn đầu cuộc tấn công vào một hạm đội galê của Pháp, nó đã bị lật úp ở Solent, phía bắc eo biển của Isle of Wight. Xác tàu của Mary Rose được khám phá vào năm 1971 và được trục vớt vào năm 1982 bởi Trust Mary Rose ở một trong những dự án phức tạp và tốn kém nhất trong lịch sử khảo cổ học hàng hải. Phần còn sót lại của con tàu và hàng ngàn đồ đạc có giá trị vô lượng như là một viên nang thời gian của thời kỳ Tudor.
Cuộc khai quật và trục vớt của Mary Rose là một mốc quan trọng trong lĩnh vực khảo cổ học hàng hải, so sánh về độ công phu và chi phí, nó hơn hẳn việc trục vớt chiến hạm Vasa thế kỷ 17, được thực hiện bởi Thụy Điển vào năm 1961. Các độ vật được tìm thấy bao gồm vũ khí, thiết bị thuyền, vật tư hải quân và một mảng rộng của các đối tượng được sử dụng bởi thủy thủ đoàn. Nhiều trong số các di vật độc đáo nhất nhất của Mary Rose để và đã cung cấp cái nhìn sâu vào chủ đề khác nhau, từ lịch sử của các cuộc hải chiến. Kể từ giữa những năm 1980, trong khi trải qua quá trình bảo quản, phần còn lại của thân tàu đã được trưng bày tại di tích lịch sử Portsmouth. Một bộ sưu tập phong phú của các đồ tạo tác được bảo quản tốt là được trưng bày tại Bảo tàng Mary Rose gần đó.
Mary Rose không có sự nghiệp là một tàu buôn. Nó là một trong những tàu lớn nhất trong hải quân Anh trong suốt hơn 30 năm chiến tranh liên miên, và là một trong những ví dụ đầu tiên của một chiếc được xây dựng hoàn toàn nhằm mục đích chiến đấu của Hải quân Anh. Nó được trang bị với các loại súng hạng nặng với chiều dài có thể lên tới 4 mét (13 ft). Sau khi được nâng cấp đáng kể năm 1536, tàu là chiếc thuyền buồm đầu tiên có khả năng sử dụng hỏa lực tối đa từ cả hai mạn tàu, mặc dù giới hạn của các trận đánh mang tính chiến thuật đã không được phát triển. Một số giả thuyết đã tìm cách để giải thích sự lật úp của Mary Rose, dựa trên các ghi chép lịch sử, kiến thức đóng tàu thế kỷ 16 và các thử nghiệm hiện đại. Tuy nhiên, nguyên nhân chính xác của chìm của mình là vẫn còn chưa rõ ràng, bởi vì lời giải thích gây mâu thuẫn nhau và thiếu vật chứng để kết luận.

## Bối cảnh lịch sử

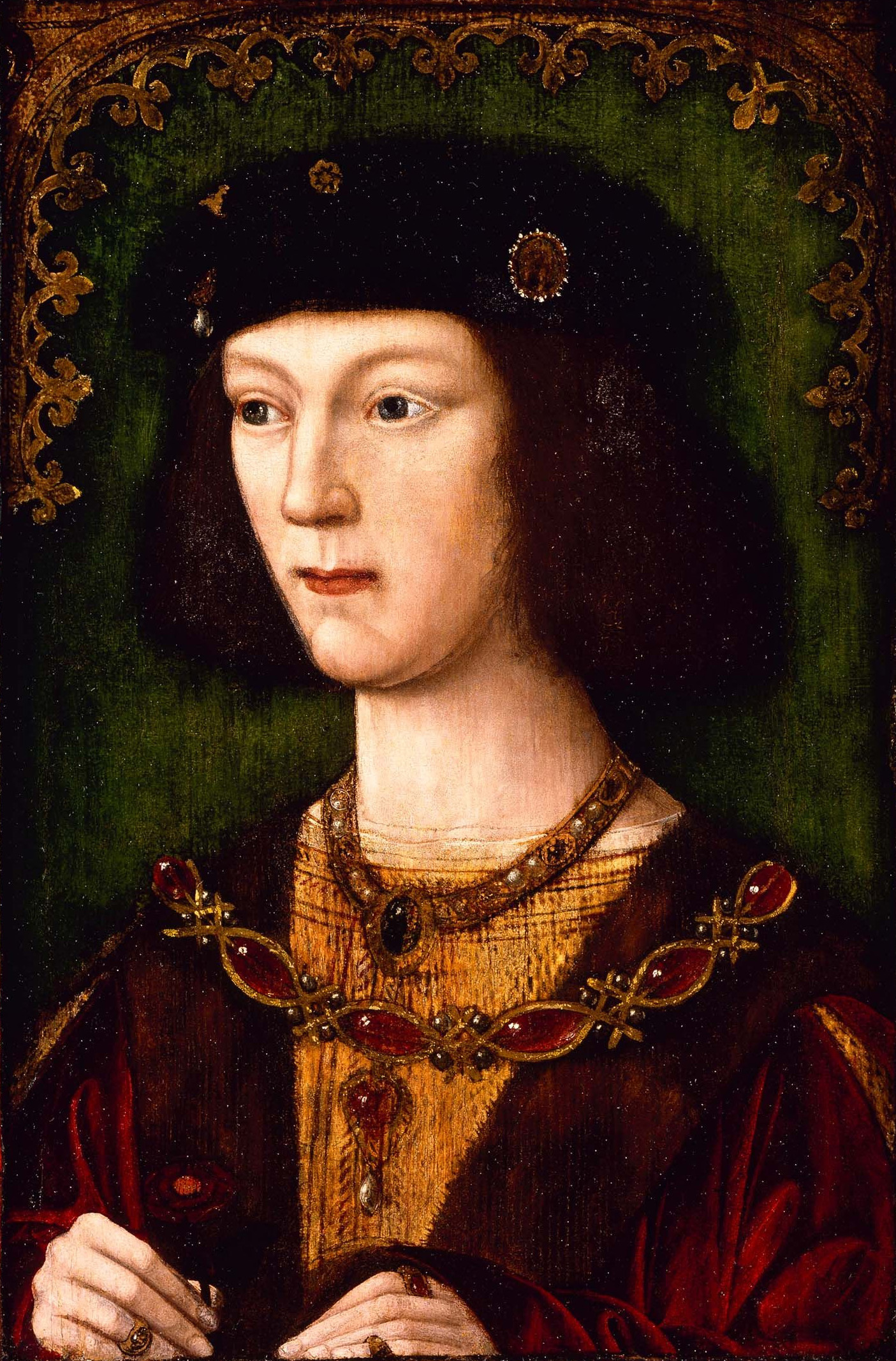
Bức họa Henry VIII năm 1509, năm ông đăng quang; không rõ tác giả

Đến cuối thế kỷ 15, Anh vẫn là một nhà nước không có ảnh hưởng gì đáng kể trên vùng ngoại biên của châu Âu. Những chiến thắng vĩ đại của Pháp trong Chiến tranh Trăm năm vẫn in đậm trong quá khứ, chỉ những vùng đất nhỏ của Calais ở phía đông bắc nước Pháp vẫn còn là một tàn dư, vùng đất nằm trong lục địa rộng lớn của các vị vua Anh. Cuộc Chiến tranh Hoa Hồng - cuộc nội chiến giữa nhà York và Lancaster - đã kết thúc với chiến thắng của Bá tước xứ Richmond là Henry Tudor, người thành lập nên nhà Tudor cai trị nước Anh và xứ Wales trong 117 năm. Các chính sách hải quân đầy tham vọng của Henry V là không phù hợp với người kế nhiệm ông, kể từ 1422-1509 chỉ có sáu chiếc tàu được xây dựng. Liên minh của cuộc hôn nhân giữa Anna I xứ Breizh và Charles VIII của Pháp năm 1491, và người kế nhiệm của ông Louis XII năm 1499, rời khỏi nước Anh với một vị trí chiến lược trở nên tồi tệ hơn trên sườn phía nam. Mặc dù vậy, Henry VII cố gắng để duy trì một khoảng thời gian hòa bình tương đối dài và để tạo ra một lõi nhỏ nhưng mạnh mẽ của lực lượng hải quân.
Những năm đầu thời kỳ hiện đại, các cường quốc châu Âu là Pháp, Đế quốc La Mã Thần thánh và Tây Ban Nha. Tất cả ba đã tham gia trong cuộc chiến tranh của Liên đoàn Cambrai năm 1508. Xung đột ban đầu được nhằm vào nước Cộng hoà Venezia, nhưng cuối cùng lại quay lưng lại với Pháp. Thông qua việc sở hữu vùng đất trũng của Tây Ban Nha (Hà Lan), Anh có quan hệ kinh tế chặt chẽ với Habsburg Tây Ban Nha, và Henry VIII tham vọng lặp lại những nỗ lực võ vẻ vang của người tiền nhiệm ông. Năm 1509, sáu tuần lễ sau khi đăng quang, Henry kết hôn với công chúa Tây Ban Nha Catalina xứ Aragón và gia nhập Liên đoàn, mục đích xác nhận tuyên bố lịch sử của mình như là vua của cả hai nước Anh và Pháp. Đến 1511, Henry là một phần của liên minh chống Pháp cũng như bao gồm Ferdinand II của Aragon, Đức Giáo hoàng Giuliô II và Hoàng đế La Mã Thần thánh Maximilian.
Hạm đội nhỏ bé của Henry VIII được thừa hưởng từ cha mình lúc đầu chỉ có hai tàu khá lớn, Regent và Sovereign. Chỉ vài tháng sau khi đăng quang, hai chiếc tàu lớn được lệnh xây dựng: Mary Rose và Peter Pomegranate (được gọi là Peter sau khi tu sửa lại năm 1536) với khoảng 500 và 450 tấn. Việc vua ra lệnh xây dựng của Mary Rose vẫn chưa rõ ràng, việc đóng tàu được thực hiện trong triều đại của vua Henry VIII, kế hoạch mở rộng hải quân có thể có được trước đó. Tuy nhiên, Henry VIII đã giám sát dự án và đã ra lệnh bổ sung thêm một vài tàu lớn, đặc biệt là Grace Henry a Dieu ("Henry Grace của Chúa"), hoặc Đại Harry với trọng tải lên tới 1000 tấn. Năm 1520, nước Anh đã thành lập một hạm đội thường trực với tên gọi "Hải quân Hoàng gia", tổ tiên của tổ chức Hải quân Hoàng gia hiện đại.

## Xây dựng
Việc xây dựng Mary Rose được bắt đầu vào năm 1510 tại Portsmouth và được hạ thủy vào tháng 7 năm 1511. Sau đó, nó đã được kéo tới London và được trang bị, đóng sàn, và cung cấp vũ khí. Mary Rose được thiết kế thêm các chi tiết cấu trúc cần thiết như buồm, kho ở dưới, nó cũng được trang bị với những lá cờ, biểu ngữ và cờ đuôi nheo (cờ được kéo dài và bay từ trên đỉnh của cột buồm) hoặc được sơn hoặc mạ vàng.
Xây dựng một tàu chiến có kích thước như Mary Rose là một công việc lớn, đòi hỏi số lượng lớn các vật liệu chất lượng cao. Trong trường hợp xây dựng một tàu chiến của một quốc gia nghệ thuật, các tài liệu này chủ yếu là gỗ sồi.